# Dai Jin

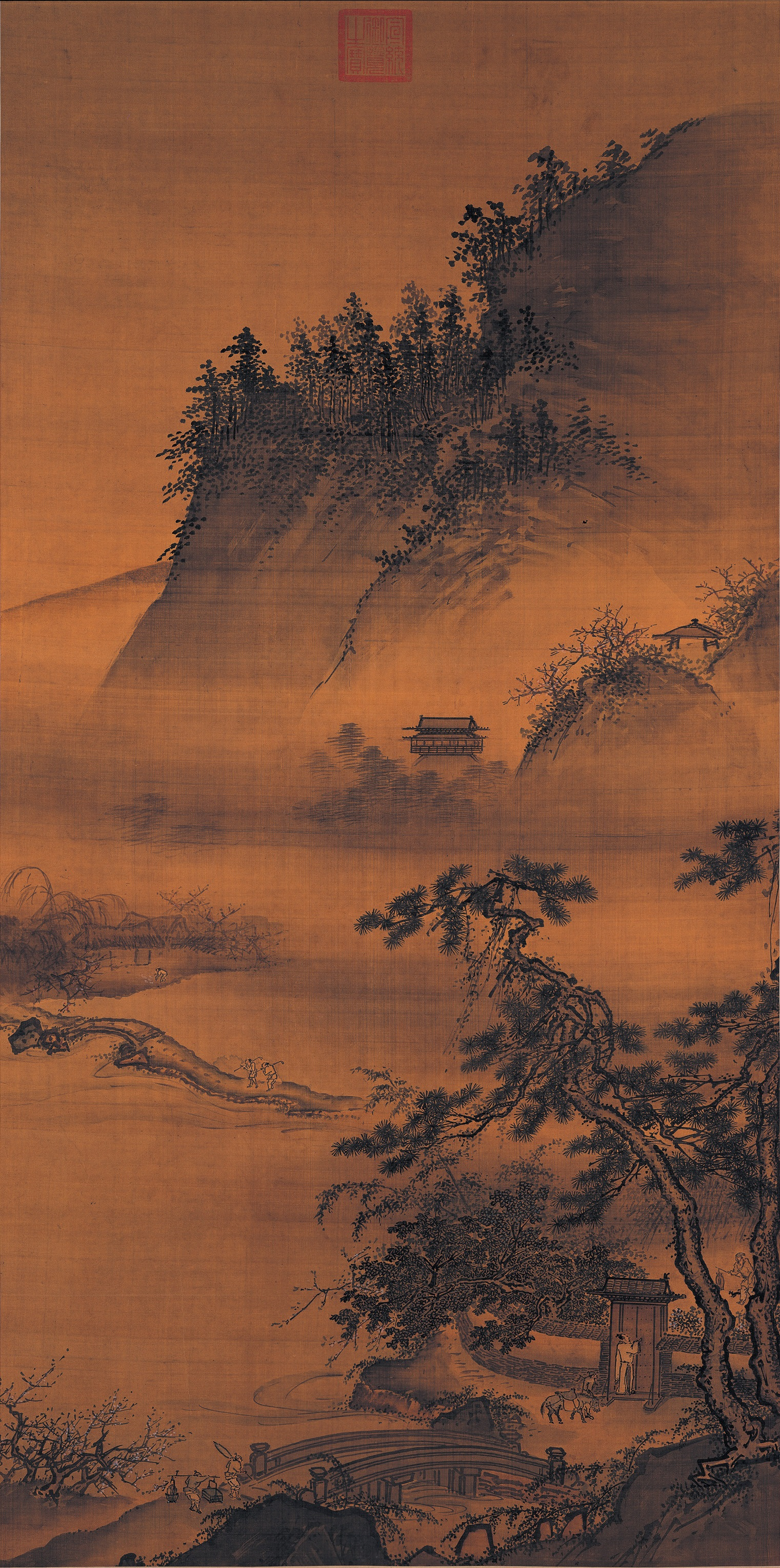
Dai Jin, Powrót do domu wiosennym wieczorem, ze zbiorów Narodowego Muzeum Pałacowego w Tajpej

Dai Jin (chiń. upr. 戴进; chiń. trad. 戴進; pinyin Dài Jìn; ur. 1388, zm. 1462) – chiński malarz epoki Ming.
Pochodził z Hangzhou w prowincji Zhejiang. Przez pewien czas pełnił funkcję malarza nadwornego na dworze cesarskim w Pekinie po tym, jak jedno z jego malowideł uznano za gorszące został jednak odwołany ok. 1430 roku i powrócił do rodzinnego miasta. Zmarł w biedzie i zapomnieniu. Doczekał się uznania dopiero pośmiertnie, zdobywając sobie wielu naśladowców w Chinach i Japonii.
Uważany jest za prekursora tzw. szkoły Zhe. Malował pejzaże, tworząc panoramiczne zwoje nawiązujące do stylistyki szkoły Ma-Xia. Jego obrazy, wykonywane techniką „łamanego tuszu”, cechują się ekspresją i swobodą kompozycji.